# Scleropages jardinii
Espèce
Scleropages jardinii (en anglais Gulf saratoga) est une espèce de poissons appartenant à la famille des Osteoglossidae.

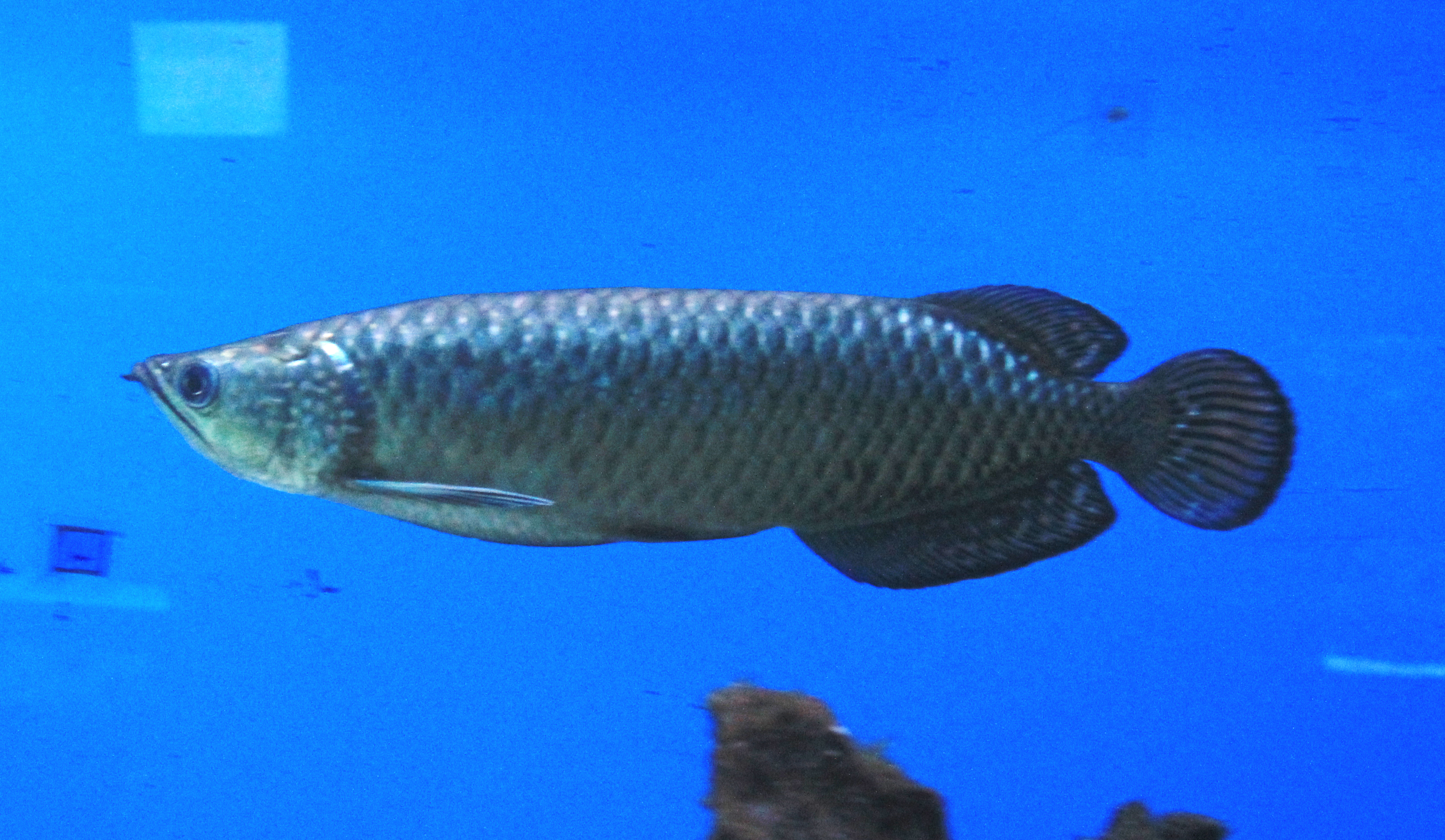
Spécimen de l'Aquarium de Prague